# Río Sapo
El río Sapo  es un corto río de El Salvador de aproximadamente 20 km de longitud que discurre por el departamento de Morazán. Es un afluente del río Torola y forma parte de la cuenca del río Lempa la profundidad del río sapo es de 1 a 2 metros y es uno de los ríos menos contaminados con aguas cristalinas.

## Toponimia

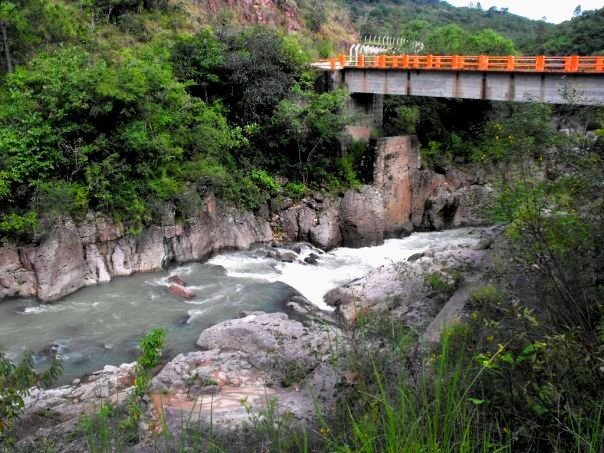
Río Sapo.

El origen del nombre del río Sapo nace por medio de dos hipótesis: 
- Porque posee 5 especies de anfibios, 3 de rana y 2 de sapo.
- Por una planta llamada «hierba del sapo», la cual es pequeña de aproximadamente 20 cm y produce una flor blanca.

El río Sapo antes se encontraba ubicado en la cordillera nahuaterique, que actualmente una parte de este le pertenece a Honduras.

## Factores culturales

### Tradiciones
El río Sapo forma parte del Municipio de Arambala, por lo que sus tradiciones son las siguientes:

#### Sus Fiestas patronales
- Del 22 al 23 de enero en honor al Niño Dios.
- Del 23 al 24 de agosto, en honor a San Bartolomé.

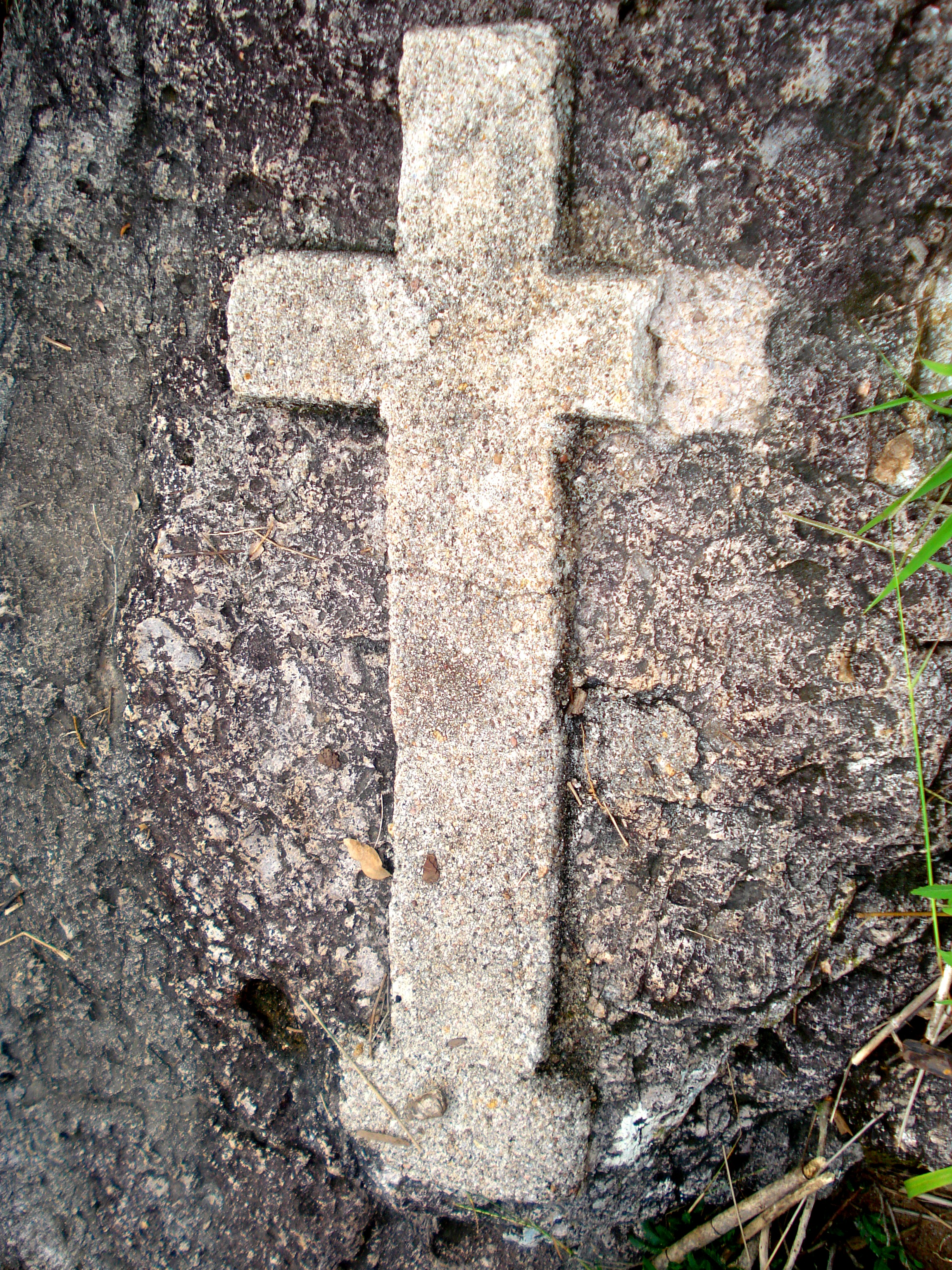
Cruz.

### Artesanías
Entre las artesanías más conocidas en el Municipio de Arambala se encuentran la jarcia, la floristería, la confitería, la herrería, los bordados y la creación del jabón de aceituno.

### Gastronomía
El Municipio de Arambala tiene una variedad de platos típicos entre los cuales se encuentran los Dulces de panela, frijoles con Res, sopa de gallina india del pinol, Yuca, ayote en miel y las tortas de pescado, que por lo general son elaboradas en Semana Santa, etc.

### Leyenda

#### La extraña mujer del Río Sapo
Cuenta la leyenda que en la época del conflicto armado muchos combatientes pasaban en la noche por las riberas del río Sapo. Los que aseguraban haber visto a una mujer de mediana estatura, pechos enormes, caderas grandes, cabello largo, mirada loca y una risa muy ruidosa. Contaban que vestía únicamente con calzón, para esconderse en la maleza.
Las semanas pasaban y los pocos combatientes que se aventuraban de noche por el río Sapo, seguían escuchando las risas descontroladas de una mujer. A raíz de esto, la leyenda de la Siguanaba empezó a cobrar vida. Sin embargo a medio verano desapareció y no se volvió a oír de la misteriosa mujer del río Sapo. Después de dos años, atraparon a la misteriosa mujer. La cual contó que huyó rápidamente hacia el río sapo, luego de ver la matanza que los soldados hicieron en el mozote.

## Factores zoológicos

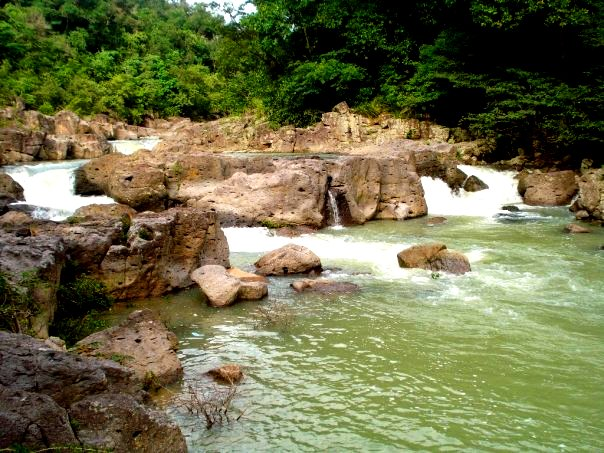
Aguas crisalinas.

Dentro de la fauna del río Sapo se puede encontrar una diversidad de aves, muchas de las cuales se encuentran en peligro de extinción, como es el Rey Zope. A la vez en sus alrededores se pueden observar algunas especies de mamíferos como el puma, la nutria, el coyote, el venado, reptiles, peces y anfibios.

## Biodiversidad
El área alberga algunos de los ecosistemas más amenazados   de   la   región   centroamericana,   entre   ellos   el   bosque   de   pino-roble   y   las   comunidades de líquenes, musgos y vegetación esclerófila   semi-desértica   sobre   formaciones   rocosas, ocupando su zona de transición hacia las  tierras  bajas;  la  parte  alta  de  la  cuenca  se  estima  en  más  de  6,000  ha  de  hábitat  natural.

### Estudio comunitario de mamíferos en la cuenca del Río Sapo[3]
Un estudio publicado en la prestigiosa revista Cuadernos de Investigación UNED documentó un registro de mamíferos en la cuenca del Río Sapo. Esta investigación tuvo como objetivo identificar las especies de mamíferos presentes en la zona y evaluar el potencial de las comunidades locales para participar en estudios científicos.  El estudio involucró a comunidades rurales e indígenas en el monitoreo de mamíferos a través de una metodología participativa. Los resultados revelaron la presencia de 22 especies de mamíferos, incluidas seis que se encuentran amenazadas o en peligro de extinción. Se amplió el ámbito local del tamandúa mexicano (Tamandua mexicana) y el pecarí de collar (Pecari tajacu) dentro del departamento de Morazán, y se registró por primera vez en El Salvador la presencia del planeador común (Glaucomys volans). Además, el estudio documentó la relación sociocultural entre las comunidades indígenas Kakawira-Lenca y la fauna local, incluyendo el uso tradicional de ciertos mamíferos y la identificación de 15 especies con sus respectivos nombres en lengua indígena.  El estudio concluyó que la participación de las comunidades locales no solo es una estrategia viable para la investigación en zonas de difícil acceso por motivos de seguridad, sino que también aporta un conocimiento invaluable sobre la biodiversidad y su importancia cultural. Este enfoque participativo podría replicarse en otras regiones que enfrentan desafíos similares, promoviendo tanto la conservación de la fauna como el fortalecimiento de los saberes tradicionales de las comunidades indígenas.

## Aporte al Turismo
El río Sapo es una reserva natural única, que ofrece a los visitantes, aguas cristalinas de color turquesa, cascadas, pozas, áreas de acampar y una gran variedad de flora y fauna. 
Es el río más limpio de El Salvador ya que no recibe ningún tipo de contaminación y es un destino ideal para la práctica de ecoturismo como la observación de aves, camping, trecking, bici-montaña, rappel o barraquismo.
Posee seis mil hectáreas de tierras vírgenes y se abre camino entre formaciones rocosas.